# Bronisława (Biele)
Bronisława – część wsi Biele w Polsce, położona w województwie wielkopolskim, w powiecie konińskim, w gminie Sompolno.
W latach 1975–1998 Bronisława należała administracyjnie do województwa konińskiego.